# Episodi di Bob's Burgers (ottava stagione)
L'ottava stagione della serie televisiva Bob's Burger, composta da 21 episodi, verrà trasmessa negli Stati Uniti, da Fox, dal 1º ottobre 2017 al 20 maggio 2018.
In Italia la stagione viene trasmessa dal 17 marzo al 29 luglio 2018 su Fox Animation.
| n° | Codice di produzione | Titolo originale                                           | Titolo italiano                   | Prima TV USA     | Prima TV Italia |
| -- | -------------------- | ---------------------------------------------------------- | --------------------------------- | ---------------- | --------------- |
| 1  | 7ASA14               | Brunchsquatch                                              | Lo yeti del brunch                | 1º ottobre 2017  | 17 marzo 2018   |
| 2  | 7ASA09               | The Silence of the Louise                                  | Il mistero delle bambole          | 15 ottobre 2017  | 17 marzo 2018   |
| 3  | 7ASA07               | The Wolf of Wharf Street                                   | Il lupo di Wharf Street           | 22 ottobre 2017  | 17 marzo 2018   |
| 4  | 7ASA08               | Sit Me Baby One More Time                                  | Insieme per forza                 | 5 novembre 2017  | 24 marzo 2018   |
| 5  | 7ASA15               | Thanks-Hoarding                                            | L'accumulatore                    | 19 novembre 2017 | 24 marzo 2018   |
| 6  | 7ASA16               | The Bleakening: Parts 1 & 2                                | Natale triste. 1ª parte           | 10 dicembre 2017 | 24 marzo 2018   |
| 7  | 7ASA17               | The Bleakening: Parts 1 & 2                                | Natale triste. 2ª parte           | 10 dicembre 2017 | 31 marzo 2018   |
| 8  | 7ASA22               | V for Valentine-detta                                      | V per Vendetta di San Valentino   | 14 gennaio 2018  | 31 marzo 2018   |
| 9  | 7ASA12               | Y Tu Ga-Ga Tambien                                         | Tutti pazzi per la Palla Pazza    | 11 marzo 2018    | 31 marzo 2018   |
| 10 | 7ASA19               | The Secret Ceramics Room of Secrets                        | La stanza delle ceramiche perdute | 18 marzo 2018    | 8 luglio 2018   |
| 11 | 7ASA20               | Sleeping with the Frenemy                                  | Nemiche-amiche                    | 25 marzo 2018    | 8 luglio 2018   |
| 12 | 7ASA23               | The Hurt Soccer                                            | La partita di calcio              | 1º aprile 2018   | 8 luglio 2018   |
| 13 | 7ASA10               | Cheer Up, Sleepy Gene                                      | Coraggio Gene!                    | 8 aprile 2018    | 15 luglio 2018  |
| 14 | 7ASA18               | The Trouble with Doubles                                   | Coppie da incubo                  | 15 aprile 2018   | 15 luglio 2018  |
| 15 | 8ASA01               | Go Tina on the Mountain                                    | La scalata                        | 22 aprile 2018   | 15 luglio 2018  |
| 16 | 8ASA04               | Are You There Bob? It's Me, Birthday                       | Il compleanno dimenticato         | 29 aprile 2018   | 22 luglio 2018  |
| 17 | 7ASA11               | Boywatch                                                   | Provaci ancora Tina!              | 6 maggio 2018    | 22 luglio 2018  |
| 18 | 8ASA02               | As I Walk Through the Alley of the Shadow of Ramps         | Il vicolo della discordia         | 13 maggio 2018   | 22 luglio 2018  |
| 19 | 8ASA03               | Mo Mommy, Mo Problems                                      | La festa della mamma              | 13 maggio 2018   | 29 luglio 2018  |
| 20 | 7ASA21               | Mission Impos-slug-ble                                     | Missione Burobu                   | 20 maggio 2018   | 29 luglio 2018  |
| 21 | 8ASA05               | Something Old, Something New, Something Bob Caters for You | Il "grande giorno" da incubo      | 20 maggio 2018   | 29 luglio 2018  |